# کارولین گرین
کارولین گرین (به انگلیسی: Carolyn Green) (زادهٔ ۶ نوامبر ۱۹۳۳) شناگر اهل ایالات متحده آمریکا است.